# Ernest Doudart de Lagrée

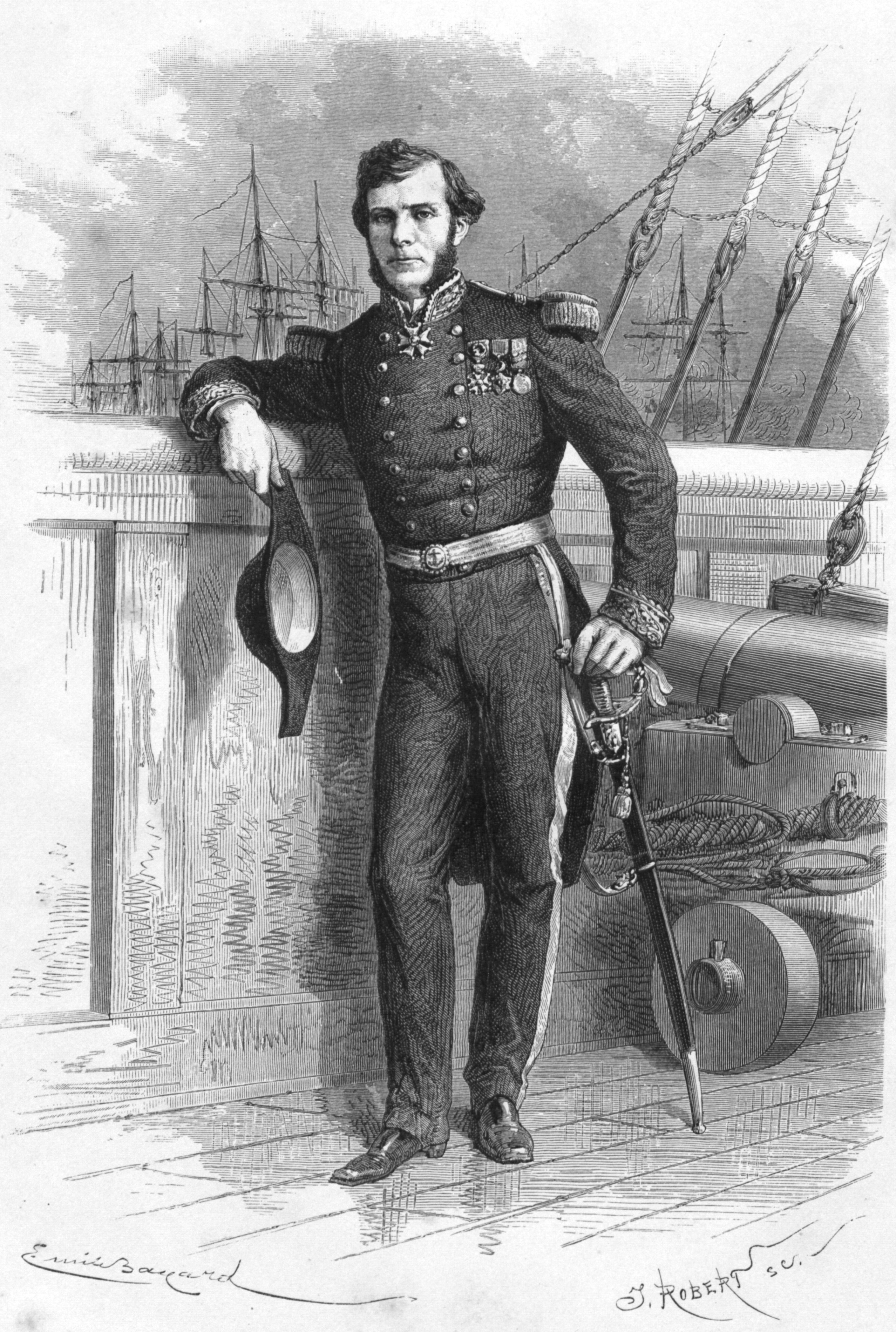
Ernest Doudart de Lagrée

Ernest Doudart de Lagrée (* 31. März 1823 in Saint-Vincent-de-Mercuze bei Grenoble, Frankreich; † 12. März 1868 in Dali, China) war ein französischer Seemann und Forschungsreisender.

## Leben
Ernest Doudart de Lagrée trat 1845 in die Marine ein und wurde, nachdem er den Krimkrieg mitgemacht und ein Kommando im Mittelmeer geführt hatte, 1862 nach Cochinchina versetzt, wo er mehrere diplomatische Missionen in Kambodscha ausführte.
Seit Ende 1864 Fregattenkapitän, wurde er 1866 an die Spitze der Expedition gestellt, welche den Mekong in Bezug auf seine Schiffbarkeit erforschen und Handelsbeziehungen mit den südwestlichen Provinzen Chinas anknüpfen sollte.
Die Expedition startete von Saigon am 5. Juni 1866 und führte ihn durch Kambodscha, Thailand und Laos.
Lagrée litt während der Expedition an Amöbenruhr und an einer Infektion, die er sich durch Blutegel zugezogen hatte, und blieb in Dali, um sich bei einem Arzt behandeln zu lassen. Dort starb er an einem Abszess der Leber. Der Arzt entnahm sein Herz, um es nach Frankreich zu schicken.
Er selber wurde in Dongchuan begraben. Sein zweiter Offizier, Francis Garnier, übernahm das Kommando der Expedition, die in Yunnan in China endete.

## Werke
- Arthur B. de Villemereuil (Hrsg.): Explorations et missions de Doudart de Lagrée. Extraits de ses manuscrits. Bouchard-Huzard, Paris 1884.
- Mit Francis Garnier und Louis Delaporte: Atlas du voyage d'exploration en Indo-Chine, Paris : Hachette , 1873